# Porto Esperidião
Porto Esperidião is een gemeente in de Braziliaanse deelstaat Mato Grosso. De gemeente telt 11.535 inwoners (schatting 2016).

## Aangrenzende gemeenten
De gemeente grenst aan Cáceres, Figueirópolis d'Oeste, Glória d'Oeste, Jauru, Pontes e Lacerda en Vila Bela da Santíssima Trindade.

### Landsgrens
En met als landsgrens aan de gemeente San Matías in de provincie Ángel Sandoval in het departement Santa Cruz met het buurland Bolivia.